# دورة الترقي للصعود للممتاز
دورة الترقي للصعود للممتاز هي دورة كرة قدم صغيرة تقام بين ستة فرق في دوري الدرجة الثانية المصري لتتحديد الفرق الثلاثة الصاعدة للدوري الممتاز، حيث تتم بين اوئل المجموعات الستة لصعود ثلاث فرق للممتاز، وتختلف عدد الفرق باختلاف القانون السنوي للصعود والهبوط تبعا لتعليمات وقوانين الاتحاد المصري لكرة القدم السنوية.

## روابط خارجية
- كل ما تريد معرفته عن دورة الترقي